# Washington megye (Pennsylvania)
Washington megye az Amerikai Egyesült Államokban, azon belül Pennsylvania államban található. Megyeszékhelye és legnagyobb városa Washington. Lakosainak száma 209 349 fő (2020. április 1.). Washington megye Beaver, Allegheny, Westmoreland, Fayette, Greene, Marshall, Ohio, Brooke és Hancock megyékkel határos.

## Népesség
A megye népességének változása:
| Lakosok száma | 207 902 | 208 103 | 208 451 | 208 206 | 208 261 | 209 349 |
|               | 2010    | 2011    | 2012    | 2013    | 2015    | 2020    |